# Santa Magdalena del Mont
Santa Magdalena del Mont és una ermita de la Vall d'en Bas (Garrotxa) protegida com a bé cultural d'interès local.

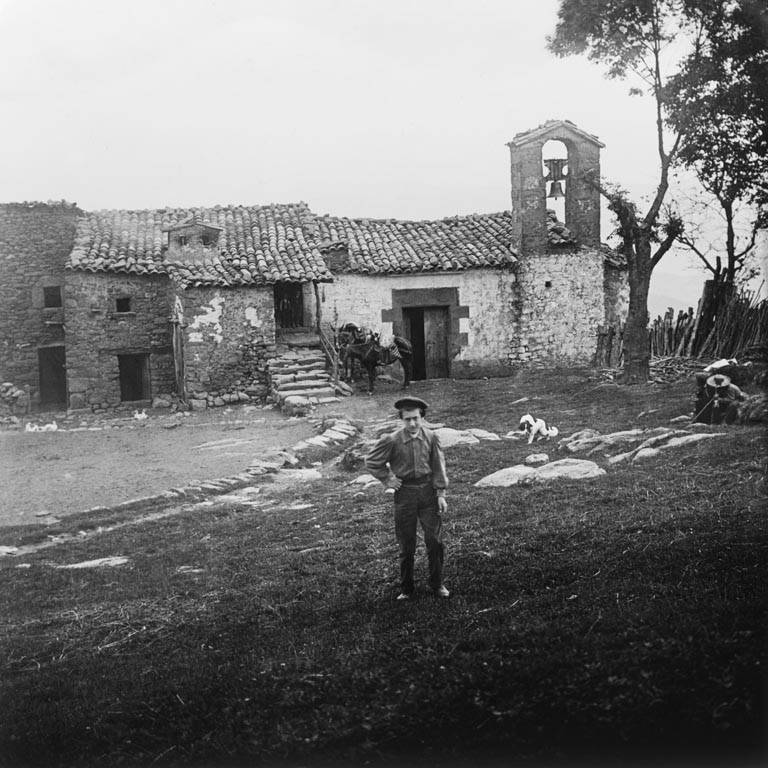
l'ermita en una imatge dels voltants de 1910

## Descripció
És una ermita documentada l'any 998. Antigament tingué el rang de priorat, amb canonges regulars de l'ordre de Sant Agustí. L'església es va modificar el segle xviii, però conserva l'absis i la volta semicircular de la primitiva església romànica. Al costat de l'ermita, i aprofitant l'edifici d'una antiga masoveria s'ha habilitat el refugi de muntanya "Emili Triadú".